# Befreiungs-Pokal
La Befreiungs-Pokal (Coppa della liberazione) fu una competizione calcistica austriaca disputata nel 1945 fra le principali squadre viennesi. Venne organizzata per celebrare la liberazione di Vienna dai Nazisti da parte dell'Armata rossa. Cominciata il 10 giugno, terminò il 7 luglio.
Giocata con la formula dell'eliminazione diretta, vide la vittoria del First Vienna, che sconfisse l'Helfort in finale.

## Squadre partecipanti conosciute
- Austria Vienna
- Baumgarten
- First Vienna
- Floridsdorfer
- Helfort
- Ostbahn XI
- Rapid Vienna
- Straßenbahn
- Wacker
- Wien
- Wiener SC

## Risultati

### Eliminatorie
Risultati conosciuti:
| Squadra 1      | Risultato | Squadra 2      |
| -------------- | --------- | -------------- |
| Rapid Vienna   | 2–3       | Austria Vienna |
| Austria Vienna | 7–1       | Baumgarten     |
| Austria Vienna | 7–3       | Ostbahn XI     |
| Austria Vienna | 7–3       | Wacker         |
| Rapid Vienna   | 1–1       | Wien           |
| Rapid Vienna   | 3–2       | Wiener SC      |

### Semifinali
| Squadra 1    | Risultato | Squadra 2      |
| ------------ | --------- | -------------- |
| Helfort      | 5–1       | Rapid Vienna   |
| First Vienna | 4–3       | Austria Vienna |

### Finale 3º-4º posto
| Squadra 1    | Risultato | Squadra 2      |
| ------------ | --------- | -------------- |
| Rapid Vienna | 3–1       | Austria Vienna |

### Finale
| Squadra 1    | Risultato | Squadra 2 |
| ------------ | --------- | --------- |
| First Vienna | 3–1       | Helfort   |

## Squadra campione
| Befreiungs-Pokal 1945 |
| --------------------- |
| First Vienna          |